# 男性間性交渉者
男性間性交渉者（だんせいかんせいこうしょうしゃ、英語: Men who have Sex with Men または Males who have Sex with Males、略称: MSM）は、同性と性行為をする男性を意味する言葉である。この言葉の意味する男性には、本人の自認する性的指向とセクシュアル・アイデンティティの内容は問わない。
男性間性交渉をする男性には、ゲイまたはバイセクシャル・パンセクシュアルではない人々が、社会的な理由などで行っている場合があることが確認されている。この言葉は疫学者が男性間の性行為を通じて広がる後天性免疫不全症候群（エイズ）等の性感染症の拡大を研究するために、彼らの性行動とジェンダーを分離して考えるための用語として1990年代に使用されはじめた。「MSM」は、性的な同一性に関する問題を除外して「男性を相手に性行為を行う男性群」を表現するために医学資料や社会調査でしばしば用いられる。日本においては公的機関の資料などをはじめとして英語由来のMSMという頭字語に「男性間性交渉者」や「男性とセックスをする男性」という注釈を添えた使用法が多くみられる。本記事では以降はMSMの言葉を用いる。

## 行動分類におけるMSM
この用語自体は公衆衛生の考察、特にHIV/AIDSの過程において1990年頃（それ以前とも言われる）には使われていたとされるが、1994年にGlick Mらによって「MSM」とイニシャル化されている。
この行動に関する概念は２つの学問的視点の違いに基づいている。
- 同性との性的行為においてはゲイやバイセクシャルといったジェンダーの自認が必要である訳ではなく、また自己の性的指向がストレートであっても同性とも性的行為を行う男性も存在しており、性的指向（ゲイ、バイセクシャル、ストレートなど）に基づく分類よりも適切な概念を疾病リスク研究の行動分類を行う疫学者が求めていたこと。
- 文化的および歴史的背景を考慮したアイデンティティーをベースにした概念を受け入れにくい社会構築主義の論文が広まっていたことで、セクシャルアイデンティティー（Sexual identity）の用語の批判に繋がる可能性があったため。

MSMの概念は自己自認や亜母集団の可視化の役割りといった小さな範囲に留まっていない。MSMとゲイには行動や社会的アイデンティティーにおいて異なる点が存在する。「MSM」は本人の自認するセクシュアリティーに関わらず、同性を相手に性行動をする人物を指す。対して「ゲイ」には前述の行動を含むことができるが、文化的アイデンティティー（Cultural identity）の面でより広いとされる。「同性愛」の言葉は同性間に性的/恋愛的な吸引力が存在し、時に恋愛感情が発生する状態を指す。「ゲイ」は社会的アイデンティティであり、同時に社会的な面で広く好まれている言葉である。「同性愛」はより形式的な表現であり、これらの言葉はお互いに似た側面があるが、相互に入れ替えても完全に一致できる関係性にはない。
非ヘテロセクシャル（Non-heterosexual）やクエスチョニングの男性は前述した用語の全てもしくは一部に当てはまる可能性があり、またいずれとも異なってバイキュリアス（bi-curious）のような性的・恋愛的・文化的に新たな用語にこれから該当する可能性がある。
いくつかの国では同性愛の関係を持つことが違法もしくは忌諱とされているため、これらの国ではMSMの実態の把握がより困難となっている。

### 日本国内の調査
2009年3月に実施された調査では、日本成人男性におけるMSM人口は682,801人（2.0%）と推計された。

### トランスジェンダーの人々とMSM
トランスジェンダーの人々を念頭に置かずに提起された概念である事から、MSMにトランスジェンダーの人がどう含まれるかは一貫性がない。シスジェンダー男性と性行為をするトランスジェンダー女性が含まれた場合もあったが、外性器などの身体性においてトランス女性とシス男性は異なる事も多く、MSMが想定する前提に必ずしも当てはまらない事や、そもそもトランス女性は男性でない等、根本的に概念として問題を含んでいた。エイズの疫学では広く使われている概念であるが、トランス排除的である事から、同性間の性行為を行う男性（トランスジェンダー男性を含む）をMSMとし、同性間の性行為を行う女性（トランスジェンダー女性を含む）をWSWとする場合もある。

## 健康問題
LGBTの人々は社会性や法的権利を求めて組織化を始め、ヘルスケアの機会平等もその重要問題として取り上げられ続けているが、優先事項として常に取り上げられていない側面もある。特定の健康問題を啓発するための基金や、病院、LGBTの人々や賛同者らからなる専門家組織など、LGBTに特化した健康団体が組織されている。これらの組織の多くが法をはじめとする政府機関権限の一部改正を提言しており、異性愛者との健康保険分野での格差平等化も含まれることから同性結婚の分野においても合法化への継続的な働きかけが行われている。

### メンタルヘルス
医学文献が同性愛を扱い始めてから、精神病理学の面から様々な研究が進められてきた。その過程でうつ病や薬物乱用、自殺の症例に主眼を置いた"メンタルヘルスと同性愛の関係性"についても多くの研究がなされている。これらの問題は同性愛者以外の非異性愛者にも存在しているが、その研究は同性愛に含まれている。1973年に『精神障害の診断と統計マニュアル』からは同性愛の項目は除外された。しかしながら、西洋社会の同性愛者は共同絶交や法的差別、否定的固定観念の内面化、支援組織の制限などに直面しており、メンタルヘルス面への悪影響がしばしば起こるとの指摘がある。

### 性感染症

#### HIV/AIDS

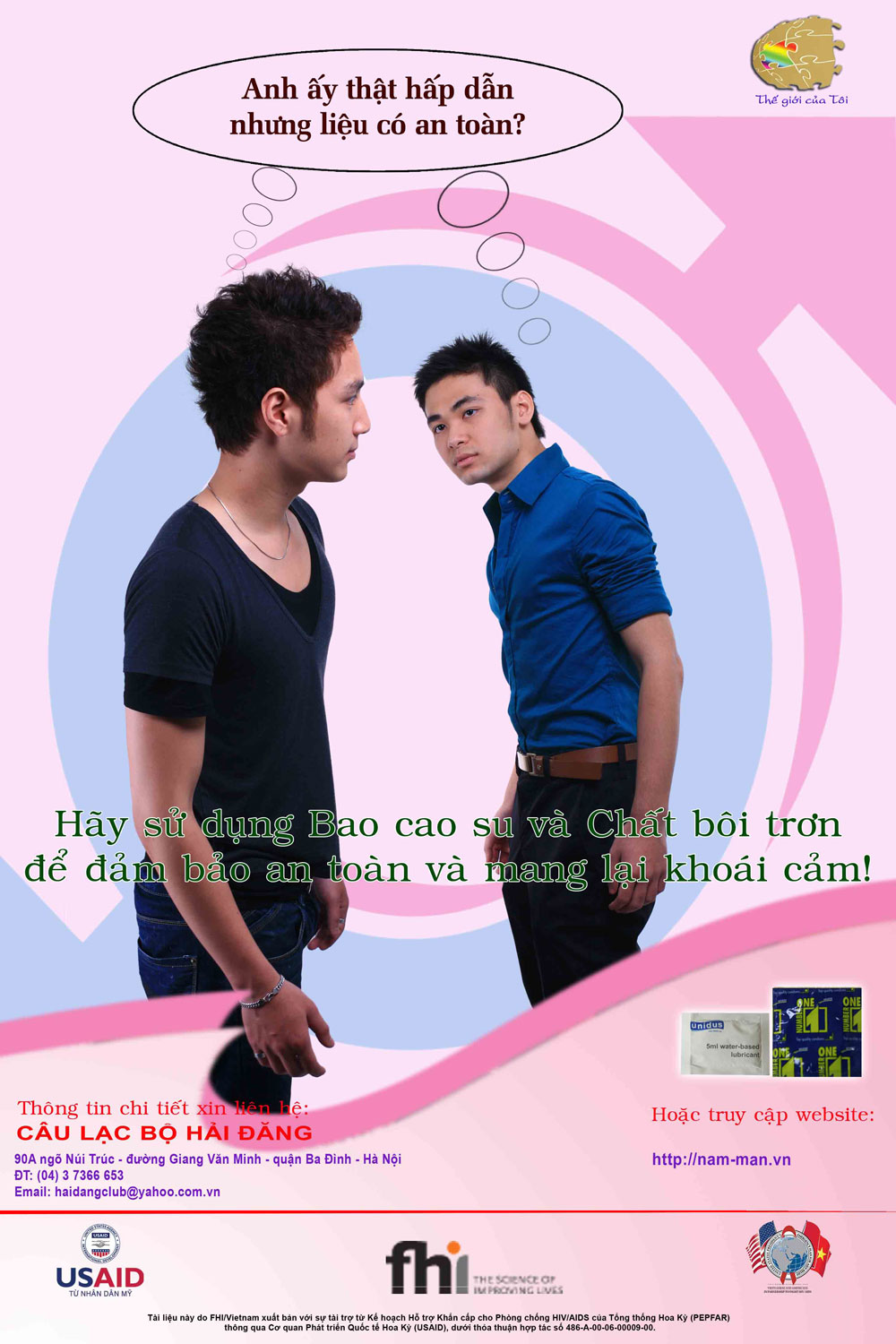
アメリカ合衆国国際開発庁作成のポスター

後天性免疫不全症候群 (AIDS)はヒト免疫不全ウイルス(HIV)によって起こされる人間の免疫系疾患のことである。HIVは性別や民族性、性的指向の区別なく感染する。
世界的にみて、HIV感染において男性間の性行為が原因とされるものは約5-10%とされている。加えてアメリカ合衆国では「1977年以降に同性間の性的行為を行った男性は、一般住民と比較（ある時間と場所における人口数と疾病件数で測定）するとHIV感染の可能性が60倍も高い」との報告がある。
アメリカ疾病予防管理センター（CDC）のレポートによると、2007年にアメリカ国内の成年および青年においてHIV/AIDS感染の診断を受けた人のうち、MSMであった人は最も割合が多かった。全体の53%をMSMが占め、他に4%がMSMとIDU（Injecting Drug User、注射器を使う薬物乱用者）の複合者であったという。
2007年の調査では次のような傾向が明らかになっている。年間に感染症対策をしない無防備な性行為をする相手の数は、ゲイ男性の大部分とストレート男性や女性でほぼ同じ。MSMの男性の一部は肛門性交をしないが、これをする男性はHIVによりかかりやすく、特にコンドームを使わない場合はその傾向が増す。直腸の内壁は薄くて傷つき易いため、肛門性交の方が女性器による性交と比べてHIV感染の可能性が高い。またコンドームは他の行為と比べて肛門性交時には破れる可能性がより高くなる傾向がある。被挿入側は感染の可能性がより高いが、挿入側にも同じリスクが存在する。前述の性的役割を変えるMSMのグループにおいてはHIVの拡散速度がより早まる。
またCDCの調査によると、アメリカ国内のMSMにおけるHIVの拡散は民族性によって大きな開きがあったことが判明している。黒人MSMの46%がHIVに感染しているのに対して、白人MSMでは21%、ヒスパニック系MSMでは17%との結果が出た。2001年から2005年のアメリカ国内において最も感染のリスクが高かったのは、男性間の性行為（新たな感染者の40–49%）と無防備な異性間の性行為（同 32–35%）であった 13-24歳のアメリカ人MSMにおけるHIVの感染は年間12%の率で増加していた。この事象について、1980年代から90年代初頭の拡大感染期の悪夢が記憶にない若い世代で「AIDS疲れ」（AIDS fatigue）や、絶えないセーファーセックスのメッセージに飽きたり幻滅を感じたりする「コンドーム疲れ」（condom fatigue）を感じているのではないかと専門家は考えている。また新しい治療法の可能性による感染症脅威の減少が、この行為の後押しになってしまっている面も指摘されている。HIVが拡大傾向にある国では、MSMにおけるHIV感染率はとどまるところを知らない状態にあると分析されている。調査では、アフリカ・アジア・ラテンアメリカのMSMのうちHIVに対応したヘルスケアを受けられる割合は5%未満だと明らかになっている。

#### B型肝炎
B型肝炎は人間を含むヒト上科の動物の肝臓に感染するB型肝炎ウイルス（HBV）によって起こされる疾患で、肝炎と呼ばれる炎症を引き起こす。この病気はアジアやアフリカの一部で伝染病を引き起こし、中国ではエピデミック（急激な流行拡大）を引き起こした（英語版の記事）。
世界保健機関の統計では世界規模ではこれまでに約20億人がHBVに感染しており、3億5千万人が慢性化、毎年60万人が急性または慢性のB型肝炎で死亡している。
HBVの感染は血液感染や血液を含む体液との接触を通じて広まる。感染の可能性のある行動には無防備な性交渉や輸血、注射針の共用（en）、出産時の母から子への垂直感染があるが、これだけに限らない。
またHBVは家庭において家族間で感染する可能性もあり、傷口への接触、粘膜と分泌物や唾液などを通じてウイルスが広まる。しかしながら、B型肝炎に感染した成年のうち少なくとも30%は、感染の原因となった危険要素の特定ができていない。

#### その他の性感染症
MSMにおいて、カポジ肉腫関連ヘルペスウイルスや梅毒をはじめとした性感染症（STI）の感染が増加している。アメリカ国内でもMSMの男性において性感染症の増加が報告されている。
梅毒トレポネーマの感染によって引き起こされる梅毒は、梅毒に冒された傷口に直接触れることで人から人へと移動する。この経路の感染は外性器や膣、肛門直腸で主に起きるが、唇や口内も可能性がある。よって感染は主に性交、肛門性交、口内性交の際に起こる。2006年にアメリカ国内における梅毒感染者の64%がMSMであった。MSMにおける梅毒の流行拡大は他の先進国の兆候とも一致している。オーストラリアやイギリスでも無防備な性交渉をするMSMの間での感染率が上昇している
ヒトパピローマウイルス（HPV）はアメリカ国内の性的に活発な人々の間に広まっているウイルスで、一部は生涯に渡って体内に宿る場合もある。性器同士の接触で感染するが、コンドームが覆えない箇所でも起きる。HPVに感染した多くの男性は症状や健康問題が生涯起きないが、HPVの一部のタイプは尖圭コンジローマ（性器イボ）や陰茎癌、肛門癌を引き起こす原因となる。
MSMや免疫系の障害がある男性は、その他の男性に比べて肛門癌になる可能性が高い  。また、HIVに感染した男性は治療が難しい生殖器イボの重症患者になる可能性が高い。
厳密にはSTIではないが、ジアルジア症は同性愛男性間で感染が広まることがあり、HIVをはじめとした免疫系の疾患を持つ患者が感染した場合に急激な体重減少や死亡を引き起こす場合もある。